# Pentax K-70
Die Pentax K-70 ist eine kompakte 24-Megapixel-digitale Spiegelreflexkamera des japanischen Herstellers Ricoh, die 2016 vorgestellt wurde. Wie das zuvor eingeführte APS-C-Topmodell des Herstellers, die Pentax K-3 II, beherrscht sie die Pixel Shift Resolution, mit der eine erhöhte Farbauflösung bei statischer Kamera erreicht werden kann. Im Gegensatz zu jener ist sie jedoch mit einem eingebauten Blitz, einem ausklappbaren Display sowie fest verbautem WiFi ausgestattet. In den Sensor sind erstmals bei Pentax PDAF-Sensoren integriert, die Hybridautofokus unterstützen und für durchgängigen Autofokus bei Videoaufnahmen sorgen.
Wie die Vorgänger K-50 und K-S2 ist auch die K-70 wetterfest. Im Preisniveau und klassischen Ausstattungsmerkmalen spiegelt sich der Anspruch, ein gehobenes Einsteigermodell zu sein – es fehlt im Vergleich zum Flaggschiff ein zweites Display sowie ein zweiter Speicherkarteneinschub; darüber hinaus ist ein niedriger spezifizierter Bildrechner verbaut, genannt PRIME MII. Von diesem werden im Verbund mit einer neuen „Accelerator Unit“ laut Hersteller extrem hohe Verarbeitungsgeschwindigkeiten sowie ein minimales Bildrauschen erreicht. Dies liegt auch dem neuen maximalen Belichtungsindex von ISO 102400 zugrunde. Darüber hinaus liest die K-70 als erste Einsteiger-Pentax den Sensor mit 14 statt bisher 12 Bit aus.